# Parakar
Parakar o Paraqar (in armeno Փարաքար?, in passato Shirabad) è un comune dell'Armenia di 8 681 abitanti (nel 2009, compresa la città di Tairov) della provincia di Armavir.